# ثورة كاوصن
ثورة كاوصن كانت ثورة طوارق ضد الحكم الاستعماري الفرنسي للمنطقة المحيطة بجبال آير في شمال النيجر خلال الفترة 1916-1917.

## انتفاضة 1916
كان آغ محمد واو تيغيدا كاوصن (1880-1919) زعيمًا طوارقيًا للثورة ضد الفرنسيين. وكان كاوصن من أتباع الطريقة السنوسية الصوفية المناهضة بشدة للفرنسيين، وكان أمينوكال لاتحاد طوارق إيكازكازان.
شارك كاوصن في العديد من الهجمات غير الحاسمة في الغالب على القوات الاستعمارية الفرنسية منذ عام 1909 على الأقل. عندما أعلنت قيادة السنوسية في مدينة واحة فزان الكفرة (في ليبيا الحديثة) الجهاد ضد المستعمرين الفرنسيين في أكتوبر 1914، حشد كاوصن قواته. أقنع تاجاما سلطان أغاديس الجيش الفرنسي بأن اتحادات الطوارق لا تزال موالية، وبمساعدته، وضعت قوات كاوصن الحامية تحت الحصار في 17 ديسمبر 1916. هزم الطوارق، الذين بلغ عددهم أكثر من 1000، بقيادة كاوصن وشقيقه مختار كودوغو، والمسلحين ببنادق متكررة ومدفع واحد تم الاستيلاء عليه من الإيطاليين في ليبيا، العديد من أرتال الإغاثة الفرنسية. استولوا على جميع المدن الرئيسية في آير، بما في ذلك إنغال وأسودي وأودراس، مما وضع ما هو اليوم شمال النيجر تحت سيطرة الثوار لأكثر من ثلاثة أشهر.

## قمع
أخيرًا، في 3 مارس 1917، حلّقت قوة فرنسية كبيرة، أُرسلت من زندر، محلّ حامية أغاديس، وبدأت بالاستيلاء على المدن الثائرة. وشنّ الفرنسيون عمليات انتقامية واسعة النطاق ضد المدن، وخاصة ضدّ المرابطين المحليين، على الرغم من أن الكثير منهم لم يكونوا من الطوارق ولم يدعموا الثوار. وبلغ عدد عمليات الإعدام العلني بإجراءات موجزة التي نفّذها الفرنسيون في أغاديس وإنغال وحدهما 130 شخصًا وعددًا أخر من الفظائع. 
وبينما فر كاوصن شمالاً، أعدمته القوات المحلية في مرزق عام 1919، وقُتل مختار كودوغو على يد الفرنسيين عام 1920، عندما هُزمت ثورة قادها بين التبو والفولان في سلطنة داماجارام.

## سياق
كانت الثورة التي قادها كاوصن مجرد حلقة واحدة في تاريخ الصراع المتكرر بين بعض اتحادات الطوارق والفرنسيين. في عام 1911، سُحقت ثورة فرعون، أمينوكال من أوليمادين، في ميناكا، ليعود للظهور في شمال شرق مالي بعد فراره من السجن الفرنسي عام 1916.
خاضت جماعاتٌ عديدة من الطوارق معاركَ مستمرة ضد الفرنسيين (والإيطاليين بعد غزوهم لليبيا عام 1911) منذ وصولهم في العقد الأخير من القرن التاسع عشر. ودفع الجفاف الشديد الذي ضرب البلاد بين عامي 1911 و1914، والضرائب الفرنسية ومصادرة الإبل لدعم غزوات أخرى، وإلغاء فرنسا لتجارة الرقيق، جماعاتٍ أخرى إلى الثورة، مما دفع العديد من المجتمعات المستقرة الخاضعة سابقًا في المنطقة إلى التمرد على الحكم التقليدي والضرائب التي فرضها الطوارق الرحل.
وتظل ذكريات الثورة والقتل الذي أعقبتها ماثلة في أذهان الطوارق المعاصرين، حيث ينظرون إليها باعتبارها جزءاً من صراع واسع النطاق ضد الاستعمار، ويرى البعض أنها جزء من النضال بعد الاستقلال من أجل الحكم الذاتي من الحكومات القائمة في النيجر وجيرانها.
يمكن أيضًا وضع ثورة كاوصن في تاريخ أطول للصراع بين الطوارق والسونغاي والهاوسا العرقيين في جنوب وسط الصحراء الكبرى، والذي يعود على الأقل إلى استيلاء إمبراطورية السونغاي على مدينة أغاديس في عام 1500 ميلادي، أو حتى إلى الهجرات الأولى للطوارق البربر جنوبًا إلى منطقة أير في القرنين الحادي عشر والثالث عشر الميلاديين.
استمرت الصراعات منذ الاستقلال، مع انتفاضات الطوارق الكبرى في منطقة أدرار إيفوغاس في مالي خلال عامي 1963 و1964، وتمردات التسعينيات في كل من مالي والنيجر، وسلسلة متجددة من التمردات بدأت في منتصف العقد الأول من القرن الحادي والعشرين.